# آنا صوفي أوكيلس
آنا صوفي أوكيلس (بالدنماركية: Anna Sophie Okkels)‏ مواليد 23 مارس 1990 في آرهوس، هي لاعبة كرة يد دانمركية تلعب كظهير أيسر. مثلت منتخب الدنمارك لكرة اليد للسيدات.

## سجل المنافسة
شاركت في البطولات التالية:
- بطولة العالم لكرة اليد للسيدات 2015
- بطولة أوروبا لكرة اليد للسيدات 2016

## روابط خارجية
- آنا صوفي أوكيلس على موقع الاتحاد الأوروبي لكرة اليد (الإنجليزية)